# Golf Làtmic

El golf Làtmic i l'evolució del seu rebliment pels sediments del riu Meandre a l'antiguitat

Golf Làtmic (en llatí Latmicus Sinus, en grec antic Λατμικὸς κόλπος), era una badia a la costa occidental de Cària, que derivava el seu nom de la muntanya de Latmos, que s'aixeca a la capçalera del golf.
A la badia hi desembocava el riu Meandre, que hi arribava des del nord-est. La distància entre Milet i Heraclea del Latmos, a la costa de la badia, era de 100 estadis, segons Estrabó. Els sediments que ha anat portant el riu han fet que la badia s'anés omplint fins que ha arribat quasi a desaparèixer, i queda només un llac interior davant d'Heraclea, que té el nom de llac de Bafa.